# Diprotodonte
Em zoologia, chamam-se diprotodontes aos mamíferos que têm dois incisivos proeminentes na mandíbula inferior, como os cangurus (em oposição aos marsupiais americanos, que são poliprotodontes).
Como os dentes são estruturas que se conservam facilmente, as suas características são muito importantes para identificar fósseis, em paleontologia e arqueologia. Os diferentes tipos de dentes dão igualmente informação sobre a filogenia das espécies.